# Dendrocalamus merrillianus
Dendrocalamus merrillianus là một loài thực vật có hoa trong họ Hòa thảo. Loài này được (Elmer) Elmer mô tả khoa học đầu tiên năm 1915.